# Acasta koltuni
Acasta koltuni is een zeepokkensoort uit de familie van de Archaeobalanidae.